# Lacaille 8760
Lacaille 8760 este o stea pitică roșie din constelația Microscopul. Deși este pitica roșie cea mai strălucitoare de pe cer, strălucirea ei rămâne prea slabă pentru a fi vizibilă cu ochiul liber (are magnitudinea de 6,67, în loc de cel puțin ~6), această stea este una dintre cele mai apropiate de Soare, aflându-se la distanța de circa 12,9 ani-lumină.

## Descoperirea stelei
Steaua a fost înscrisă pentru prima oară într-un catalog din 1763, redactat de abatele și astronomul francez Nicolas Louis de Lacaille și publicat postum. El a observat această stea pe cerul austral de la un observator situat la Capul Bunei Speranțe.

## Caracteristici
În trecut această stea a făcut obiectul unor multiple clasificări între tipurile spectrale mergând de la K7 la M2. În 1979 astronomul irlandez Patrick Byrne a descoperit că este o stea eruptivă. Steaua a primit denumirea de stea variabilă AX Microscopii.
În pofida eforturilor astronomilor, până în 2011 nu a fost descoperită nicio planetă pe orbită în jurul acestei stele.